# جيمستاون (كولورادو)
جيمستاون (بالإنجليزية: Jamestown, Colorado)‏ هي بلدة تقع في مقاطعة بولدر، كولورادو بولاية كولورادو في الولايات المتحدة. تبلغ مساحتها 1.6 (كم²)، وترتفع عن سطح البحر 2111 م، بلغ عدد سكانها 274 نسمة في عام 2010 حسب إحصاء مكتب تعداد الولايات المتحدة وتصل الكثافة السكانية فيها 169.6 نسمة/كم2.

## وصلات خارجية
- www.jamestownco.org
- The US50 - Cities and Towns in Colorado State
- Colorado Cities and Towns, Facts, Map, Flag, Colleges, Government, and More